# Querenhorst
Querenhorst ist eine Gemeinde im Landkreis Helmstedt in Niedersachsen (Deutschland). Sie ist Mitglied der Samtgemeinde Grasleben.

## Geografie
Querenhorst liegt nördlich von Helmstedt im Naturpark Elm-Lappwald.

## Geschichte
Im Jahr 1203 wurde der Ort erstmals urkundlich erwähnt.

## Politik

### Rat
Der Rat der Gemeinde Querenhorst setzt sich aus neun Mitgliedern zusammen:
- Querenhorster Liste 9 Sitze

(Stand: Kommunalwahl 12. September 2021).

### Bürgermeister und Gemeindedirektor
Vom Rat wurden gewählt:
- zur ehrenamtlichen Bürgermeisterin: Jessica Kula
- zum ehrenamtlichen Gemeindedirektor: Kai-Stephan Schulz (Kämmerer SG Grasleben)

(Stand: konstituierende Ratssitzung November 2021)

## Wirtschaft und Infrastruktur

### Verkehr
Querenhorst liegt an der Bundesstraße 244, die in 9 km auf die Bundesautobahn 2 von Hannover nach Berlin trifft.